# Fudge Tunnel
Fudge Tunnel war eine britische Band, die ab 1989 Sludge und Post-Hardcore spielte und sich 1995 trennte.

## Geschichte
Die Band wurde in Nottingham, England von Alex Newport, David Riley und Adrian Parkin gegründet. Nach zwei veröffentlichten Singles (Fudge Tunnel im Jahre 1989 und The Sweet Sound of Excess 1990) unter Pigboy Records, unterzeichneten sie bei Nottinghams Earache Records. Ihr Debütalbum war Hate Songs in E Minor, das eine große Presseaufmerksamkeit erlangte, nachdem das Album-Cover konfisziert wurde.
Zwei weitere Alben folgten: Creep Diets (1993) und The Complicated Futility of Ignorance (1994). Auch gab es eine Kollaboration zwischen Max Cavalera (Sepultura) und Alex Newport unter dem Namen Nailbomb. Sie produzierten ein Studioalbum (Point Blank) und ein Livealbum, sowie eine Live-DVD. Die Band löste sich danach wie vorgesehen wieder auf.
Nachdem das dritte Album veröffentlicht worden war, löste sich das Trio auf. David Riley betrieb für eine Zeit sein Label BGR Records. Adrian Parkin spielte mit Tubesurfer, bis diese Band sich 1996 auch auflöste. Alex Newport startete eine erfolgreiche Karriere als Produzent/Mixer und lebt jetzt in New York und betreibt dort sein eigenes Studio. Er hat Alben für At the Drive-In, The Mars Volta, The Icarus Line, Ikara Colt und viele andere produziert. Er gründete die Band Theory of Ruin, die ein Album (Counter Culture Nosebleed) und eine EP (Frontline Poster Child) veröffentlichten, beide bei Escape Artist Records.

## Diskografie

### Singles und EPs
- Fudge Tunnel (Pigboy/Vinyl Solution, 1989, PIG2)
- The Sweet Sound of Excess (Pigboy/Vinyl Solution, 1990, 12PIG4)
- Fudgecake (Pigboy/Vinyl solution/Cargo, 1992, OINK11)
- Teeth EP (Earache/Relativity, 1992, MOSH57)
- The Joy of Irony (Earache, 1994, 7MOSH124)

### Alben
- Hate Songs in E Minor (Earache/Relativity, 1991, MOSH36)
- Creep Diets (Earache/Columbia, 1993, MOSH64)
- The Complicated Futility of Ignorance (Earache, 1994, MOSH119)

### Kompilationen
- Grey – Dining Hall Classics (Sony, 1993)
- In a Word (earache, 1994, MOSH99)
- Whore – Various Artists Play Wire (WMO, 1996, WMO2CD)

## Sonstiges
- Eine Punkband namens Fudge Tunnel war circa 1982–1984 in Austin, Texas, USA aktiv.